# Aleksander Stopczański
Aleksander Stopczański (ur. 16 września 1835 w Nowym Targu, zm. 3 marca 1912 w Krakowie) – profesor chemii lekarskiej i patologicznej na Uniwersytecie Jagiellońskim, przysięgły chemik sądowy.

## Życiorys
Szkołę średnią ukończył w Tarnowie. Studiował od 1852 medycynę na Uniwersytecie Wiedeńskim, gdzie w 1858 uzyskał stopień doktora medycyny i chirurgii.  Początkowo pracował jako lekarz w tamtejszym szpitalu. Później był tam asystentem w Katedrze Chemii Patologicznej na Uniwersytecie wyspecjalizował się w analityce płynów ustrojowych. Powróciwszy do Krakowa w 1864 został docentem chemii patologicznej i kierownikiem Pracowni Chemicznej. W 1868 został profesorem nadzwyczajnym, a w 1874 profesorem zwyczajnym chemii lekarskiej na Uniwersytecie Jagiellońskim. Trzykrotnie pełnił funkcję dziekana Wydziału Lekarskiego. W 1897 został odznaczony Orderem Żelaznej Korony III klasy. W 1906 został przeniesiony w stan spoczynku i z tej okazji otrzymał od cesarza tytuł c. k. radcy dworu.
Członek Komisji Balneologicznej Towarzystwa Naukowego Krakowskiego, Akademii Umiejętności. Był jednym z pierwszych badaczy wód mineralnych w Krynicy i Szczawnicy. Opublikował m.in. Rozbiór chemiczny wody mineralnej szczawnickiej ze siedmiu zdrojów ("Rocznik Towarzystwa Naukowego Krakowskiego", t. 33, 1865), oraz Rozbiór chemiczny wody mineralnej szczawy magnezowo-sodowo-żelazistej ze zdroju słotwińskiego w Krynicy (tamże, t. 37, 1868).

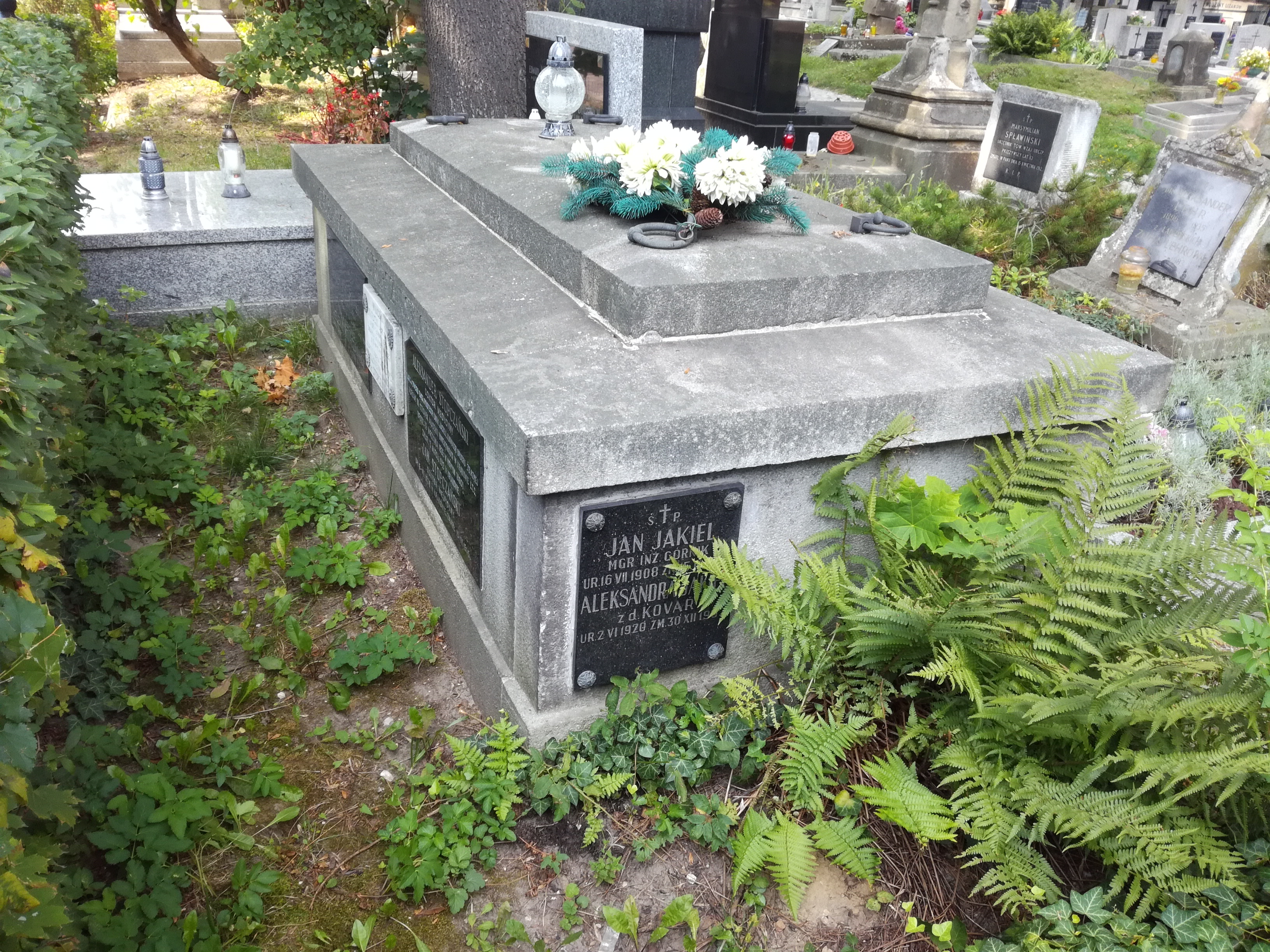
Grób prof. Aleksandra Stopczańskiego na cmentarzu Rakowickim

Zmarł w 1912. Został pochowany na cmentarzu Rakowickim w Krakowie (pas 2 płd.).